# Église des Célestins
Pour les articles homonymes, voir Célestins (homonymie).
L'église des Célestins est une église conventuelle désaffectée, située à Avignon sur la place des Corps-Saints. Elle a été construite à partir de 1389 à l'initiative de l'antipape Clément VII  et du roi de France Charles VI près de la tombe de Pierre de Luxembourg. De nombreuses reliques et les dépouilles de personnages illustres y furent par la suite déposés.
Dernière fondation de la papauté avignonnaise, unique fondation royale dans la ville pontificale, le couvent des Célestins fut le plus riche de la cité et reste encore de nos jours, au moins dans son gros œuvre, le moins dégradé de ses établissements monastiques, présentant toujours son église, son cloître et une grande partie des bâtiments réguliers.
L'église fait l’objet d’un classement au titre des monuments historiques depuis le 8 juin 1914. Du fait des nombreuses reliques qui y ont été déposées au fil du temps, la place avoisinante porte depuis 1843 le nom de place des Corps Saints.

## Histoire

### Fondation
Mort le 2 juillet 1387 en odeur de sainteté, le jeune cardinal Pierre de Luxembourg demande à être inhumé à même la terre dans le cimetière des pauvres d'Avignon, également appelé cimetière Saint-Michel. Il est situé dans ce qui sont à l'époque les faubourgs de la ville, en dehors de l'enceinte des premiers remparts. Immédiatement fertile en prodiges et guérisons miraculeuses, sa tombe est couverte dès 1389 d'une chapelle provisoire en bois financée par Marie de Blois, reine de Sicile et devient l'objet d'un culte très actif,,,,. 
Le nombre de pèlerins se rendant sur sa tombe se fait si nombreux que le pape Clément VII ordonne la construction d'un monastère à proximité. A cette période, l’Église Catholique subit une crise connue sous le Grand Schisme d'Occident, où son autorité est remise en cause par la royauté et peine à s'affirmer. L'institution religieuse se divise alors en deux camps, résultant à l'élection simultanée de deux papes : Clément VII à Avignon et Urbain VI à Rome. Le pape avignonnais cherche donc à justifier sa légitimité par les miracles et interventions divines ayant lieu sur la tombe de Pierre de Luxembourg. 
Pour cela, il fait appel aux exécuteurs testamentaires de Pierre de Luxembourg, les cardinaux Jean de Neufchâtel, Jean Allarmet de Brogny et Amédée de Saluces. Le 22 février 1393, les célestins sont officiellement invités à prendre possession des terrains ; il s'agit d'un ordre d'origine italienne dont le pape venait de rendre indépendante la province de France et pour lequel il portait une affection particulière. Ils s'installent le 31 mars 1393,,. 
Cependant, le roi de France Charles VI, souhaitant honorer la dépouille du jeune cardinal qui lui était apparenté, veut être reconnu comme le fondateur du prieuré et le dote richement. Il ordonne, la même année, la construction d'une église et d'un couvent, et fait également poser une première pierre en son nom. Ainsi, le couvent des Célestins sera à la fois la dernière fondation de la papauté avignonnaise, la seule construction royale d'Avignon et également le couvent le plus riche de la ville jusqu'à la Révolution française,. 
Fastueusement fondé sous un double soutien pontifical et royal, le couvent bénéficie par la suite de nombreuses donations, dont celles très importantes consenties par le Roi René. Il reçoit aussi de nombreuses reliques, comme celles de saint Bénézet retirée du Pont en 1674, ainsi que les tombeaux de nombreux personnages importants - au rang desquels se trouvent Clément VII et de nombreux cardinaux. Il devient de ce fait le plus opulent et le plus riche en œuvres d'art de tout Avignon.

### Caserne militaire
À la Révolution, les bâtiments sont pillés et dévastés : les tombeaux de Pierre de Luxembourg et de Clément VII sont détruits, les stalles en bois et les peintures sont détruites. Ils servent progressivement à l'armée : le couvent est rattaché à l'hôpital militaire par décret du 5 thermidor de l'an II (23 juillet 1794). En 1801, ils sont annexés à la succursale des Invalides à Paris. L'architecture des lieux est alors modifiée pour pouvoir accueillir 1500 militaires. Après 1850, les lieux furent occupés par divers services militaires : tout d'abord un pénitencier puis une caserne.

### Propriété de la ville

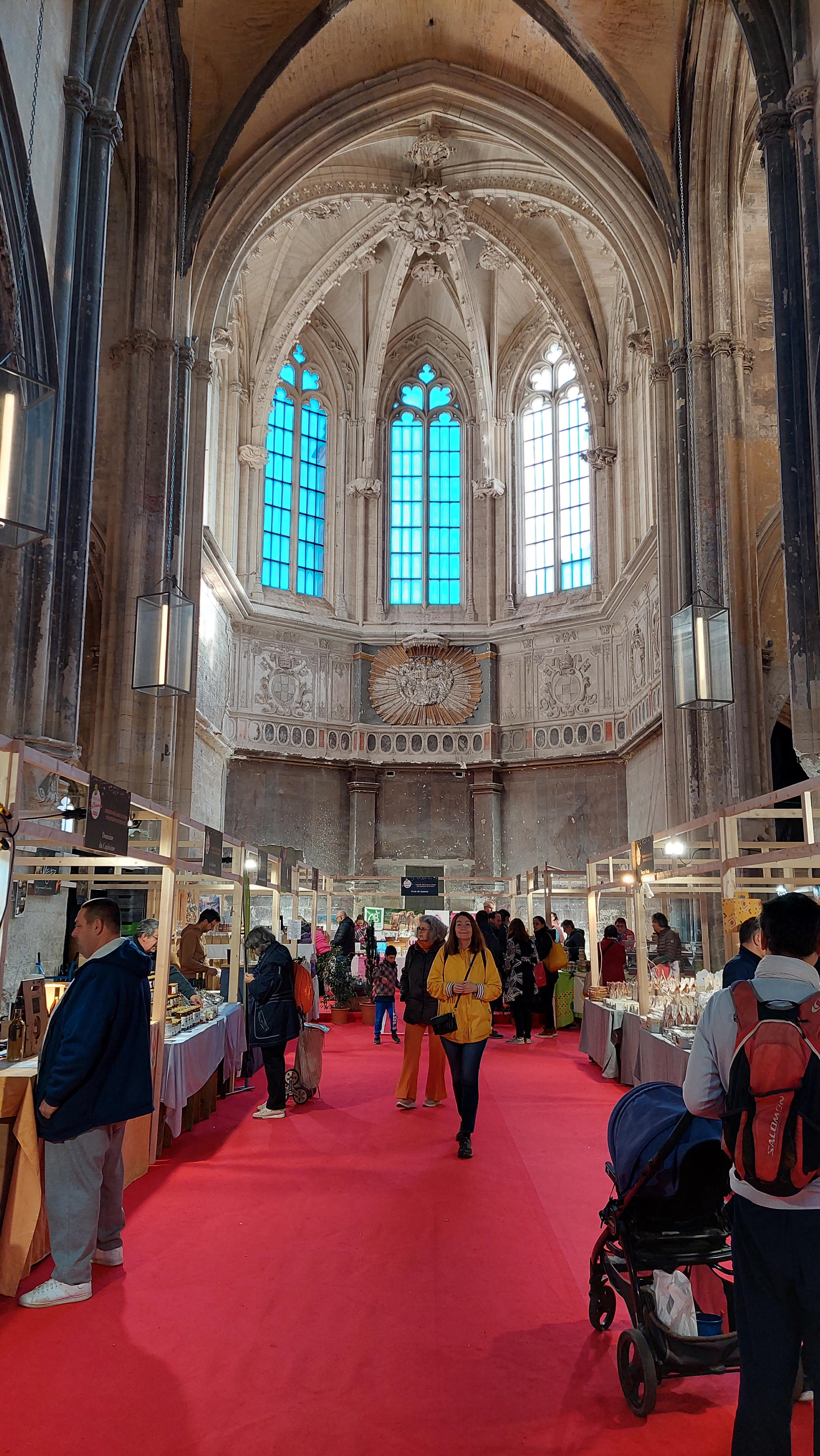
Marché des producteurs, novembre 2023.

Désaffectés après la Seconde Guerre mondiale, les bâtiments sont occupés de nos jours par la cité administrative. L'église est depuis 1980 propriété de la Ville d'Avignon, qui a entrepris sa rénovation en 2019. Le lieu est utilisé tout au long de l'année pour de nombreuses manifestations culturelles de la ville, dont le Festival d'Avignon depuis 1981,.

## Construction, évolution et restauration
Le 25 juin 1395, le duc d'Orléans, le duc Philippe II de Bourgogne et le duc Jean de Berry, frère et oncles du roi Charles VI, posent en son nom la première pierre de l'église,. Après un premier prix-fait avec l'architecte Perrin Morel le 11 avril 1396, le chantier avance par étapes, l'abside et le transept étant achevés en 1401 et les deux travées de chœur en 1406. Mais les travaux interrompus en 1425, après la construction d'une troisième travée fermée par une façade provisoire, ne furent jamais repris. Les lieux réguliers (cloître, salle capitulaire, réfectoire et dortoir) datent de la même époque,,.
Le 4 septembre 1401 a lieu une grande cérémonie funèbre : le corps du pape Clément VII, mort le 16 septembre 1394 d'une crise d'apoplexie, est finalement inhumé au couvent des célestins. Il en avait fait le souhait de son vivant, souhaitant reposer près de Pierre de Luxembourg. Un fastueux monument, est pensé par François de Conzié. D'après l'historien Léon-Honoré Labande, son caveau de marbre blanc « affectait la forme d'un bloc cubique ; sur les parois étaient des petites niches, dans lesquelles le sculpteur avait placé les statuettes de la Vierge et des Apôtres. Sur la dalle supérieure était couchée la statue du pape, d'une taille plus grande que Clément VII n'avait été effectivement ; celui-ci était figuré coiffé de la tiare et revêtu de ses ornements pontificaux. Sa tête reposait sur un coussin, dont les motifs de décoration étaient les clefs, signe distinctif de la papauté, et les armoiries des comtes de Genève ». 
Parallèlement, on commence à rebâtir en maçonnerie la chapelle de bois couvrant la tombe du cardinal Pierre de Luxembourg. Deux premières travées, orientées Nord-Sud, sont élevées en 1425, adossées à la chapelle dite de Saint-Michel et formant une crypte semi-souterraine sur la sépulture miraculeuse. Cette construction est complétée en 1449 de deux autres travées qui joignaient le transept de l'église des Célestins,.
En 1625 l'architecte François de Royers de la Valfenière élève un mausolée au-dessus de la tombe de Pierre de Luxembourg, qui passe immédiatement pour son meilleur titre de gloire.  
En 1658, le monument funéraire de Clément VII, situé juste devant et au pied du grand autel, est déplacé au milieu du chœur. Il avait toujours gêné les célestins dans leurs déplacements mais ils n'osaient pas y toucher, trop reconnaissants auprès du pontife de leur avoir donné le lieu. Ils ne déplacent d'ailleurs que le monument et pas le tombeau. 
En 1669, les célestins font détruire le portail du cloître et en 1674, le portail gothique de l'entrée nord de l'église, construit lors du premier quart du XVe siècle, pour le remplacer par un portail d'inspiration gréco-romaine, toujours visible aujourd'hui. Les travaux sont supervisés par le fils de l'architecte François de Royers de la Valfenière, qui dirige également la construction d'une vaste bibliothèque le long de la rue Saint-Michel,.  
En 1693, Jean Péru élève dans la chapelle d'Orléans un monument elliptique d'ordre composite, destiné à recueillir les reliques de Saint Bénézet. Enfin, Pierre II Mignard aménage, au début du XVIIIe siècle, l'aile des hôtes située près de la porte d'entrée du Couvent, dont le superbe escalier orné de bas-reliefs ne résista pas à l'occupation militaire.
D'avril à décembre 2019, la municipalité d'Avignon entreprend d'importants travaux dans l'église : reprise intégrale des sols par des pierres calcaires du Vaucluse, mise en conformité (accessibilité, électricité), confortement des peintures... 

## Bâtiments

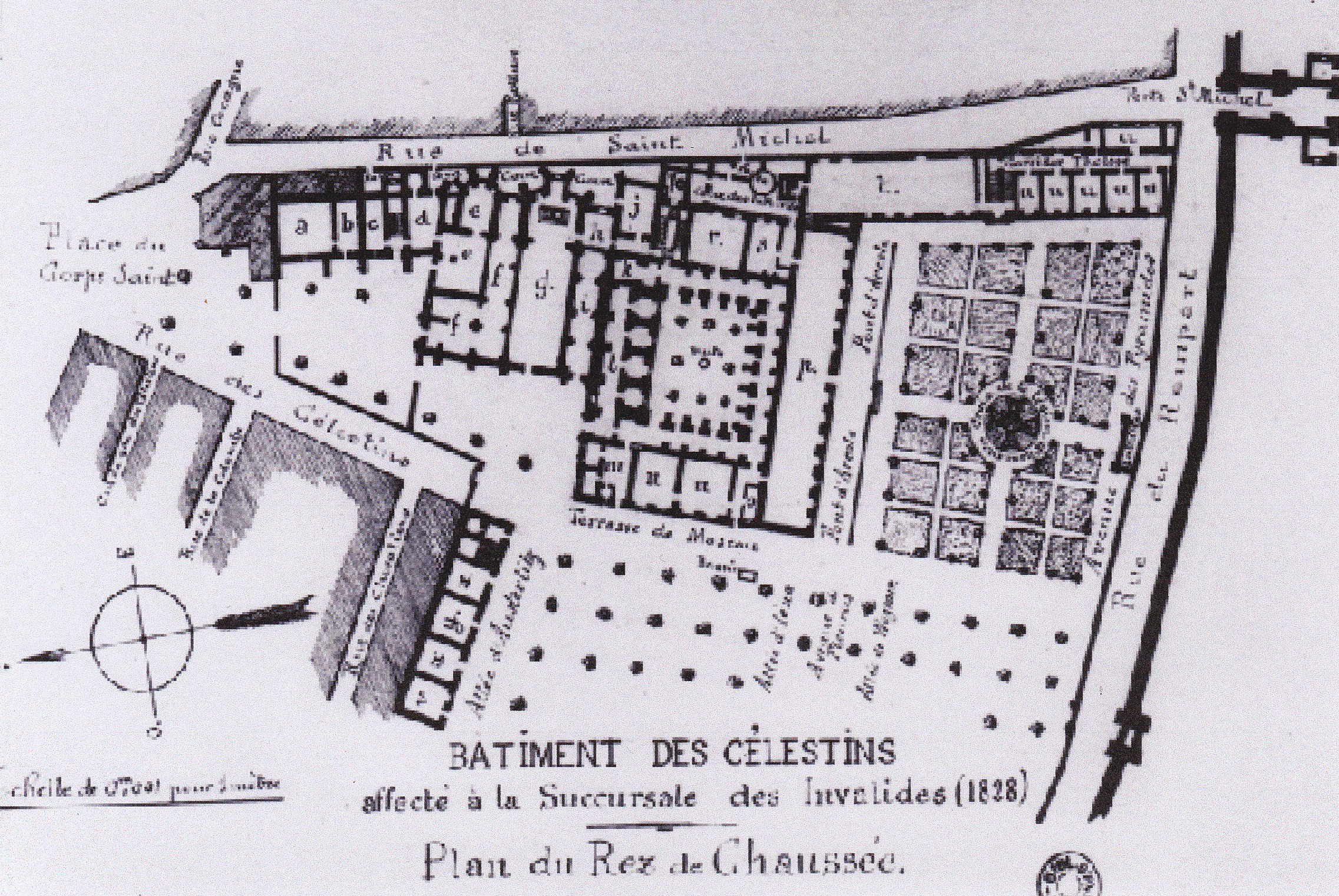
Couvent et église des célestins d'Avignon, plan de 1828.

### L'église
Le projet initial était extrêmement ambitieux et combinait un plan basilical (abside dépourvue de déambulatoire) à un transept et un vaisseau à sept nefs, avec doubles bas-côtés et chapelles latérales placés symétriquement de part et d'autre de la nef centrale. L'église ne fut jamais achevée. Trois travées seulement furent construites, le chœur des religieux avec les stalles occupant les deux premières.
Il ne reste pratiquement rien des somptueux décors ou tombeaux de personnages illustres de l'église et de ses chapelles latérales. Seul le premier bas-côté Sud conserve le placage elliptique formant la chapelle de Saint-Bénezet. Dévasté à la Révolution, le mobilier subsistant fut transféré à Saint-Didier ou à la cathédrale Notre-Dame des Doms d'Avignon ou brûlé. Le tombeau de Clément VII, qui se trouvait à la croisée du transept, a été détruit à la même époque.
L'abside est d'une élégance rare, à laquelle rien ne pouvait se comparer à Avignon à l'époque de sa construction - hormis, peut-être, l'abside de saint-Martial. Elle comporte un ensemble remarquable de clés de voûtes avec un christ en gloire dans une mandorle formée d'un vol de chérubins et encadrée de Prophètes, œuvre du sculpteur Perrin Morel qui fut aussi l'architecte des premières campagnes. On remarque les riches ogives ajourées en quatre-feuilles et dentelées, reposant sur des consoles qui forment un ensemble d'anges musiciens. Un vaste remplage aveugle, côté Nord, vient rappeler la filiation royale du monument, sous la forme d'une fleur de lys stylisée. 

### La chapelle du Bienheureux-Pierre-de-Luxembourg
Du décor baroque d'origine, il ne reste plus rien depuis l'occupation militaire des lieux au XIXe siècle. L'aspect du mausolée du Bienheureux Pierre de Luxembourg, sous la forme d'une confession à la Romaine surmontée de tribunes ouvertes de baies géminées, ne nous est plus connu que par un précieux ex-voto du XVIIe siècle, aujourd'hui au musée Calvet ; cette œuvre passait pourtant pour le meilleur titre de gloire de l'architecte Royers de La Valfenière, qui avait son tombeau au pied de l'escalier.

### Les bâtiments conventuels

#### Le cloître

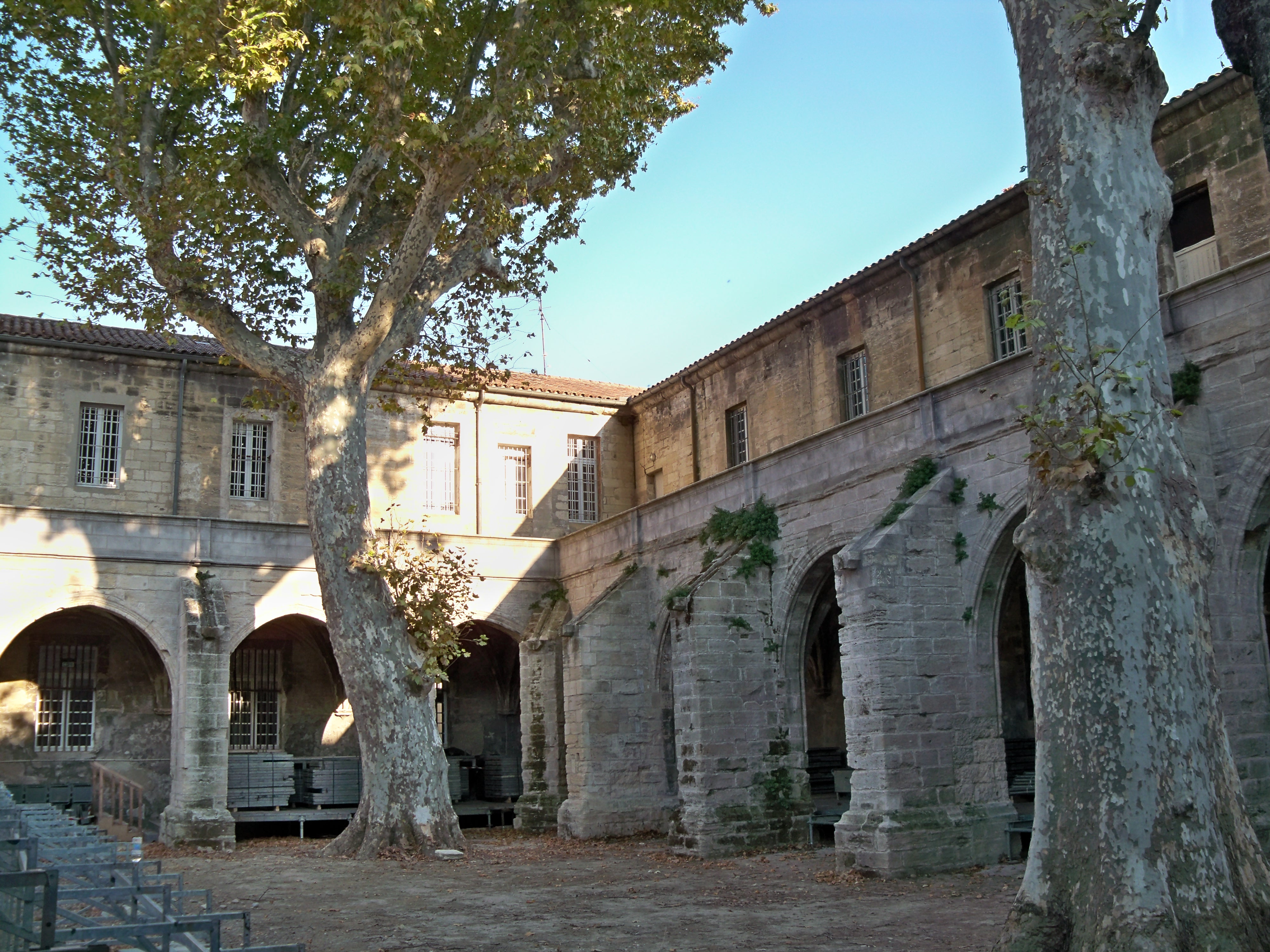
Cloitre des Célestins.

Le cloître, du XVe siècle, présente la particularité d'avoir sa galerie Nord qui occupe le second bas-côté méridional de l'église et son rang de chapelles latérales, détruisant la symétrie du plan initial. L'apparente sobriété de ses galeries, à côté d'une église si prestigieuse, s'explique par la disparition des riches remplages qui ornaient ses baies. Trois ailes et l'église s'ordonnent autour de cette cour. Il ne reste encore rien du décor intérieur, sinon la porte en accolade du réfectoire. La vaste aile édifiée au XVIIe siècle le long de la rue Saint-Michel a été gravement endommagée par les bombardements de 1944, et peu après rasée pour laisser place aux bâtiments de la Cité administrative élevés par Fernand Pouillon.
Le portail d'entrée du cloître inclut un bas-relief figurant le fondateur de l'Ordre, saint Pierre Célestin, en train de rejeter les attributs de la papauté sous l'inspiration divine. Au-dessus, un large médaillon porte plusieurs symboles de la royauté française (fleurs de lys, mais aussi colliers du Saint-Esprit et de Saint-Michel, couronne fermée), représentation très rare à Avignon.
Le cloître est ouvert aux spectacles du Festival en 1968. C'est en effet cette année-là, lors de la vingt-deuxième édition, que se produit au cloître des Célestins le Living Theatre avec une création collective Paradise Now, où le spectateur est aussi participant. L'espace scénique a la particularité de présenter deux gros platanes de part et d'autre. Avec le cloître des Carmes, ce lieu est utilisé en priorité pour le Festival d'Avignon. Une forte contrainte pour les exposants et les metteurs en scène : la scénographie naturelle de ces espaces doit être utilisée. Par ailleurs, l'acoustique est très particulière car on entend les bruits du voisinage, car ces deux cloîtres se trouvent dans des quartiers animés et très fréquentés d'Avignon.

## Œuvres d'art

### Sauvegardées
Celles qui ont survécu aux ravages révolutionnaires et à 150 ans d'occupation militaire sont dispersées :
- à la collégiale Saint-Didier, Avignon :
  - Le Portement de croix ou Notre-Dame-du-Spasme de Francesco Laurana, 1481. Bas-relief commandé en 1478 par le Roi René[7],[14]en marbre polychrome, considéré comme l'une des plus anciennes œuvres de la Renaissance provençale et déposé à la collégiale en 1850. Un moulage en plâtre est visible au Palais des papes ;
  - maître-autel en marbre polychrome réalisé en 1750 par Jean-Baptiste II Péru ;
  - les reliques de Pierre de Luxembourg et Bénezet avec une statue de ce dernier par Jean Péru ;
  - quelques tableaux[6].

- au musée du Petit Palais, Avignon :
  - sculpture en pierre aujourd'hui intitulée Buste d'homme barbu, Dieu le Père (?), du XVe siècle[7],[15] ;
  - 2 sculptures en pierre polychromée et dorée de saint Lazare et sainte Marthe attribué à Jean de La Huerta, vers 1446[16],[17];
  - une statue de la Vierge et l'Enfant, XVe siècle. Initialement située sur le tympan de la porte du cloître, elle est déposée lors de la réfection du portail au XVIIe siècle, puis mise à l'abri lors de la Révolution française jusqu'en 1791 où elle est placée en niche sur une façade voisine au 21, de la place des Corps-Saints[7],[15] ;
  - retable de Pierre de Luxembourg en extase dont l'attribution à Enguerrand Quarton par Luc Ta-Van-Thinh (2002) reste controversée.

- à la cathédrale Notre-Dame-des-Doms, Avignon :
  - trois statues des vertus de saint Bénezet, anciennement dans la chapelle du même nom, par Jean Péru. Placées de nos jours à l'entrée de la Métropole et reconverties en sainte Marthe et sainte Marie Magdeleine - la troisième est dans la chapelle de la Résurrection ;
  - quelques tableaux.

- au musée Calvet, Avignon :
  - gisants de tombeaux pontificaux et cardinaux (dont celui de Clément VII)[18] ;
  - quelques sculptures et tableaux.

- à la médiathèque Ceccano, Avignon :
  - Épîtres et leçons de la messe pour le propre du temps et le propre des saints, à l'usage des Célestins d'Avignon, livre de prières du XVIe siècle[19]
  - quelques éléments de la richissime bibliothèque des Célestins, dont le très enluminé livre de prières de Clément VII.
- à la chapelle des Pénitents-Noirs, Avignon :
  - tableau de saint Roch et saint Sébastien, par Pierre Parrocel.
- au musée Condé, Chantilly :
  - retable de La Vierge de miséricorde de la famille Cadard d'Enguerrand Quarton, commandé en 1452 par Pierre Cadard pour la chapelle Saint-Pierre de Luxembourg[20].

- à la Bibliothèque nationale de France, Paris :
  - quelques autres éléments de cette même bibliothèque ont été brûlés ou détruits.
- à la Médiathèque de l'architecture et du patrimoine, Charenton-le-Pont :
  - La communion de sainte Marie Madeleine, peinture murale vers 1445[21].
- à la cathédrale Notre-Dame de Paris :
  - Reliquaire de la Vraie Croix, offert vers 1900 par les diocésains de Paris et qui a figuré à l'exposition de 1900[22].

### Disparues
De nombreux éléments restent aujourd'hui disparus tels que des richissimes stalles de bois sculpté, la plupart des livres de la bibliothèque, de nombreux tableaux, tous les décors de la chapelle de Pierre de Luxembourg, les autels latéraux et de nombreuses statues.                                                          
L'historien Léon-Honoré Labande ajoute également l'existence d'un tableau intitulé La toile d'araignée ou Portrait de la mort, dont la légende voudrait qu'il ait été peint par le Roi René lui-même : « De 19 pieds de haut sur 5 de large, il représentait un grand squelette debout, coëffé à l'antique, à moitié couvert de son suaire, dont les vers rongent le corps défiguré d'une manière affreuse ; sa bière est ouverte, appuyée debout contre une croix de cimetière et pleine de toiles d'araignées. [...] Selon la légende, René II aurait voulu peindre là le portrait d'une de ses maîtresses défuntes, telle qu'il l'aurait retrouvée quand, dans son affliction, il avait fait ouvrir son tombeau pour revoir une dernière fois ses traits. »